# Serixia praeusta
Serixia praeusta là một loài bọ cánh cứng trong họ Cerambycidae.